# Bój pod Brochowem
Bój pod Brochowem – walki Wielkopolskiej Brygady Kawalerii w kampanii wrześniowej; cześć bitwy nad Bzurą (II faza).

## Sytuacja ogólna
5 września Naczelny Wódz zarządził ogólny odwrót wojsk polskich na linię Narwi, Wisły i Sanu. Późnym wieczorem 6 września związki taktyczne Armii „Poznań” rozpoczęły odwrót w kierunku Warszawy. Obawiano się, że niemieckie dywizje zmotoryzowane szybciej osiągną linię Wisły i zablokują wojska Armii „Poznań” i „Pomorze” na zachód od rzeki. 9 września rozpoczęła się największa bitwa kampanii wrześniowej – bitwa nad Bzurą. W jej pierwszej fazie jednostki polskie zaatakowały z powodzeniem maszerującą wzdłuż prawego brzegu Bzury niemiecką 30 Dywizję Piechoty. W następnych dniach, wprowadzając do walki Grupę Operacyjną gen. bryg. Mikołaja Bołtucia, rozwijano natarcie i uderzono w kierunku na Łowicz–Głowno.
W drugiej fazie bitwy, dowodzący grupą armii „Poznań” – „Pomorze” gen. dyw. Tadeusz Kutrzeba zdecydował o ataku w kierunku Skierniewic. Natarcie miała wykonać Armia „Pomorze” gen. dyw. Władysława Bortnowskiego. Podporządkowana została mu między innymi Wielkopolska Brygada Kawalerii. Zadaniem tej ostatniej było ubezpieczenie zgrupowania uderzeniowego od wschodu.

## Przebieg działań
Po nocnym marszu z 13 na 14 września Wielkopolska Brygada Kawalerii gen. Romana Abrahama odpoczywała w rejonie Rybna.
14 września 15 pułk ułanów pomaszerował swoimi głównymi siłami przez Szwarocin–Cypriany–Nową Wieś–Sarnów do rejonu Młodzieszyna. Jego szwadron ckm, bateria artylerii i pluton czołgów rozpoznawczych pojechały drogą przez Rybno. Już około 10:00 szwadron ckm i 2 szwadron rtm. Władysława Mackiewicza osiągnęły Młodzieszyn. Tu dowódca brygady osobiście rozkazał dowódcom szwadronów, aby nie czekając nadejścia reszty pułku atakować Brochów i uchwycić przeprawę przez Bzurę. Polskie pododdziały pod dowództwem kwatermistrza pułku rtm. Władysława Braunka wyszły na linię ataku.
Po pewnym czasie gen. Abraham wydał rozkazy pozostałym oddziałom brygady:
- 15 pułk ułanów z baterią 7 dywizjonu artylerii konnej miał uderzyć na Brochów,
- 7 pułk strzelców konnych, 17 pułk ułanów i gros 7 dak miały ześrodkować się w rejonie Młodzieszyn–Biała Góra,
- szwadron czołgów rozpoznawczych miał wesprzeć 15 pułk ułanów,
- szwadron samochodów pancernych, pluton 3 szwadronu pionierów – zamknąć przeprawę przez Wisłę w Wyszogrodzie i nie dopuścić przeciwnika na południowy brzeg rzeki,
- 3 szwadron pionierów odejść do folwarku Stefanów, skąd rozpoznać przejścia przez Bzurę w rejonie Brochowa i Witkowic,
- bateria artylerii plot. miała zająć stanowiska w rejonie Marysina i bronić przeprawy i Brochowa.

Około 11:00 dowódca brygady uaktualnił zadanie 15 pułku ułanów. Pułk miał, oprócz wzmocnienia obrony Brochowa, uchwycić przeprawę pod Witkowicami. Dowódca pułku mjr Kazimierz Chłapowski skierował do wzmocnienia obrony Brochowa 4 szwadron, a do Witkowic wysłał 3 szwadron z plutonem ckm i szwadron kolarzy. Bateria 7 dak zajęła stanowiska na zachodnim brzegu Bzury.
W południe ruszyło niemieckie natarcie na Brochów i zepchnęło szwadrony 15 puł w kierunku na Janów, częściowo na zachód – za Bzurę. W pościgu Niemcy sforsowali rzekę i opanowali folwark Mistrzewice  oraz cmentarz leżący przy drodze brochowskiej. W tym czasie gros sił brygady podchodziło już do rejonu Młodzieszyn–Biała Góra–Mistrzewice i dowódca brygady mógł zorganizować kontratak. 7 psk płk. Stanisława Królickiego, wzmocniony szwadronem czołgów rozpoznawczych i kompanią wartowniczą z grupy płk. Stanisława Świtalskiego, miał uderzyć po osi Biała Góra–Mistrzewice na Brochów. Wyparte z Brochowa szwadrony 15 puł miały nacierać na lewo w kierunku Janowa. 17 puł miał uderzyć na Konary. Atakujące w pierwszym rzucie dwa szwadrony 7 psk odbiły folwark Mistrzewice i cmentarz, i nacierając dalej sforsowały Bzurę. Wykorzystała to grudziądzka kompania wartownicza i wsparła prawe skrzydło 1 szwadronu. Wyzwoliło to ruch 3 i 4 szwadronu, które wdarły się do wsi od północy. O 16:30 Brochów został odbity, a płk Królicki, wzmocniony dodatkowo 2/7 dak, przystąpił do organizacji obrony. 
Niebawem nastąpił spodziewany kolejny niemiecki kontratak. Niemcy uderzyli batalionem piechoty wzmocnionym czołgami. Obronę kawalerzystów wspierały 4 armaty przeciwpancerne i jedna tankietka, wyposażona w najcięższy karabin maszynowy. Ostatecznie Niemców odrzucono z pomocą 17 pułku ułanów, który uderzył wzdłuż osi Mistrzewice–Konary, na skrzydło nieprzyjaciela atakującego Brochów. 17 pułkowi ułanów nie udało się jednak zdobyć Konar. 15 pułk ułanów dopiero około 18:00 trzema szwadronami opanował Janów, a 3 szwadronem, szwadronem kolarzy i plutonem ckm uchwycił lasek na zachód od stacji kolejowej Tułowice.
Po wygaśnięciu walk o Brochów i pod Mistrzewicami, gen. Abraham zarządził odpoczynek. 7 psk miał wycofać się do lasku koło folwarku Mistrzewice. We wsi pozostał szwadron kolarzy por. Jerzego Iwanickiego. Wystawiono dwie placówki: jedną przy drodze na Janówek  pod dowództwem ppor. rez. Waleriana Kajdy i drugą przy drodze na Konary pod dowództwem ppor. rez. Olgierda Matuszewskiego. 17 pułk ułanów miał przejść w rejon Radziwiłki, 15 pułk ułanów miał częścią sił utrzymywać Witkowice, Tułowice i Janów, a pozostałe pododdziały wycofać na zachodni brzeg Bzury. Przeprawę w Mistrzewicach ochraniać miał batalion wartowniczy z grupy płk. Świtalskiego.
O 20:30 nastąpił kolejny niemiecki kontratak na Brochów, od strony Janówka. Szykujące się do odwrotu szwadrony polskie zawróciły i w walce wręcz odrzuciły nieprzyjaciela ze wsi. Po obu stronach były znaczne straty.
15 września dnia brygada nadal wiązała znaczne siły nieprzyjaciela. Poza znanymi już z walk poprzedniego dnia niemieckimi pododdziałami 49 pułk czołgów, III/pułku SS „Leibstandarte Adolf Hitler”, I/36 pułku czołgów i II/103 pułku artylerii lekkiej, w rejonie odpowiedzialności Wielkopolskiej BK pojawił się odwód 4 Dywizji Pancernej: zmotoryzowany pułk strzelców, 36 pułk czołgów i I/103 pułku artylerii lekkiej.
W wyniku toczonych w dniach 14 i 15 września walk przeprawy w Brochowie i Wilkowicach zostały opanowane przez kawalerię, a niemiecka 4 Dywizja Pancerna przeniosła swe działania w kierunku południowym, poszukując tam innych przejść przez Bzurę. Brygada utrzymała Brochów do godzin porannych 16 września, kiedy to została zluzowana przez piechotę.